# Лемковская письменность
Ле́мковская пи́сьменность — письменность с основой на кириллице, применяемая для записи лемковского варианта русинского языка.

## Алфавит
Алфавит лемковского литературного языка включает 34 буквы:
| А а | Б б | В в | Г г | Ґ ґ | Д д | Е е |
| Є є | Ж ж | З з | І і | И и | Ы ы | Й й |
| К к | Л л | М м | Н н | О о | П п | Р р |
| С с | Т т | У у | Ф ф | Х х | Ц ц | Ч ч |
| Ш ш | Щ щ | Ю ю | Я я | Ь ь | Ъ ъ |     |

Соответствие букв лемковского алфавита с обозначаемыми ими звуками, а также лемковские названия букв (в скобках обозначена факультативная или региональная реализация фонем):
| №  | буква | основной аллофон (МФА) | другие аллофоны (МФА)        | лемковское название |
| -- | ----- | ---------------------- | ---------------------------- | ------------------- |
| 1  | А а   | [a]                    |                              | а [а]               |
| 2  | Б б   | [b]                    | [bʲ], [p]                    | бе [бе]             |
| 3  | В в   | [w]                    | [v], [vʲ], [f], ([ɦ]), ([x]) | ве [ве]             |
| 4  | Г г   | [ɦ]                    | [ɦʲ], [x]                    | га [га]             |
| 5  | Ґ ґ   | [ɡ]                    | [ɡʲ], [k]                    | ґє [ґ’е]            |
| 6  | Д д   | [d̪]                    | [d̪ʲ], [t̪]                    | де [де]             |
| 7  | Е е   | [e̞]                    |                              | е [е]               |
| 8  | Є є   | [e]                    | [je]                         | є [je]              |
| 9  | Ж ж   | [ʐ]                    | [ʂ], ([ʑ])                   | жет [жет]           |
| 10 | З з   | [z̪]                    | [ʑ], [s̪], [ʂ]                | зет [зет]           |
| 11 | I i   | [i]                    |                              | i [i]               |
| 12 | И и   | [ɪ]                    |                              | и [и]               |
| 13 | Ы ы   | [ɯ̽]                    |                              | ы [ы]               |
| 14 | Й й   | [j]                    |                              | йот [jот]           |
| 15 | К к   | [k]                    | [kʲ], [ɡ]                    | ка [ка]             |
| 16 | Л л   | [l̪]                    | [lʲ], [w], [wʲ]              | ел [ел]             |
| 17 | М м   | [m]                    | [mʲ]                         | ем [ем]             |

| №  | буква | основной аллофон (МФА) | другие аллофоны (МФА) | лемковское название |
| -- | ----- | ---------------------- | --------------------- | ------------------- |
| 18 | Н н   | [n̪]                    | [ɲ], [ŋ]              | ен [ен]             |
| 19 | О о   | [o̞]                    | [o]                   | о [о]               |
| 20 | П п   | [p]                    | [pʲ], [b]             | пе [пе]             |
| 21 | Р р   | [r]                    | [rʲ], ([rj])          | ер [ер]             |
| 22 | С с   | [s̪]                    | [ɕ], [z̪]              | ес [ес]             |
| 23 | Т т   | [t̪]                    | [t̪ʲ], [d̪]             | те [те]             |
| 24 | У у   | [u]                    |                       | у [у]               |
| 25 | Ф ф   | [f]                    | [fʲ], [v]             | еф [еф]             |
| 26 | Х х   | [x]                    | [xʲ], [ɦ]             | ха [ха]             |
| 27 | Ц ц   | [t̪͡s̪]                   | [t͡ɕ], [d̪͡z̪]            | це [це]             |
| 28 | Ч ч   | [ʈ͡ʂ]                   | [ɖ͡ʐ], ([t͡ɕ])          | че [че]             |
| 29 | Ш ш   | [ʂ]                    | [ʐ], ([ɕ])            | ша [ша]             |
| 30 | Щ щ   | [ʂʈ͡ʂ]                  |                       | ща [шча]            |
| 31 | Ю ю   | [u]                    | [ju]                  | ю [jу]              |
| 32 | Я я   | [a]                    | [ja]                  | я [jа]              |
| 33 | Ь ь   | [ĭ]                    |                       | мягкiй знак         |
| 34 | Ъ ъ   | [ŭ]                    |                       | твердий знак        |

Диграф дз реализуется в речи как /d̪͡z̪/ или как её позиционный палатальный вариант [d͡ʑ]. Диграф дж реализуется как /ɖ͡ʐ/ или как местный диалектный вариант [d͡ʑ]. Буква щ обозначает сочетание [ʂʈ͡ʂ]. Для обозначения мягкости предшествующего гласным [a], [e̞], [u], [i] согласного используются буквы я, є, ю, i. Перед [o̞] и во всех прочих случаях используется мягкий знак ь: вельо [ўел’о] «много», силь [сил’] «соль». Сочетания [ja], [je], [ju] в начале слова и после гласной обозначаются буквами я, є, ю, а сочетание [jo] — буквами й и о: йому [jому] «ему», мойого [моjого] «моего». Твёрдый знак ъ выполняет слогоразделительную функцию между согласной и гласной (при этом согласные перед i, є, ю, я произносятся без смягчения): розъяснити [розjаснити] «осветить, прояснить», зъіхати [зʲіхати] «съехать», зъєднати [зjеднати] «снискать, примирить».
В ряде позиций буква л у носителей значительной части лемковских говоров передаёт губно-губной звук [w] (как в польском языке на месте ł). Для таких случаев в первом издании «Лемковской грамматики» было предложено использовать букву л с диакритическим знаком кратка — л̆ (гол̆ова «голова», л̆авка «лавка», ходил̆  «ходил», кол̆о «круг», вол̆к «волк»). Основное назначение этой графемы — использование в словарях и научной языковедческой литературе. В других случаях использование л̆ предлагается рассматривать как факультативное, аналогичное использованию буквы ё в русском языке. Одним из первых изданий, в котором была использована буква л̆, в частности, стало пробное издание «Лемковско-польского словаря» Я. Горощака 1993 года. Лемки, считающие лемковский идиом диалектом украинского языка, в записи диалектных текстов нередко используют графему ї, которая в алфавит лемковского литературного языка не входит.
Орфография лемковского языка относится к морфологическому типу с элементами традиционного типа. Независимо от различий в позициях фонем морфемы пишутся одинаково: выiзд [выiзт] «выезд» — выiзду [выiзду] «выезду»; чытал [чытаў] «читал» — чытали [чытали] «чытали». В ряде случаев применяется традиционный тип написания: вчера [фчера] «вчера», свято [с’ўато] «праздник».

## История
В 1911—1914 годах язык устного общения лемковских сёл впервые стал использоваться в периодической печати. На лемковских говорах начали выпускать двухнедельный (а затем и недельный) журнал «Лемко». Редакция журнала находилась в городе Новы-Сонч. Его издатели заявили, что выпуск нового журнала стал ответом на многочисленные просьбы и требования жителей Лемковины создать печатное издание на родных говорах для своей части Галицкой Руси, поскольку и язык, и вопросы обществено-политической и культурной жизни, волновавшие лемков, были существенно отличными от языка и указанных вопросов других галицких регионов. После Первой мировой войны печатные издания на лемковском вновь появляются как в Польше (в том числе «Наш Лемко»), так и в эмигрантской лемковской среде в США («Лемко», «Лемківський дзвін», «Карпатска Русь»).

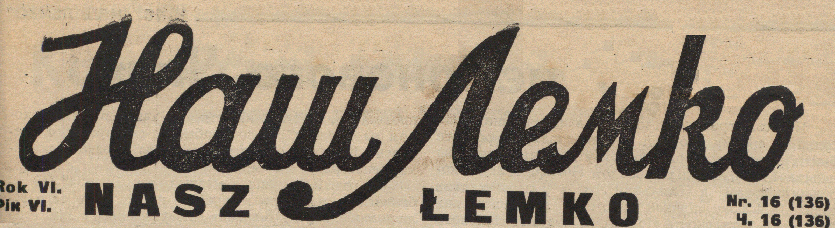
Заголовок журнала «Наш Лемко», издаваемого в Польше в межвоенный период

В 1934—1939 годах лемковский становится языком обучения в польских государственных школах. Учебники «Лемківскій Буквар» (1933) и «Перша лемківска чытанка» (1934), напечатанные издательством школьной литературы во Львове, были разработаны М. А. Трохановским. Были подготовлены учебники для следующих ступеней обучения, но они так и не были изданы. Издание учебников, а также словаря М. Приймака «Лемківський словничок» (1933), по мнению П. Е. Гриценко, являлись первой попыткой кодификации лемковского языка. П. Трохановский (Петро Мурянка) помимо трудов М. А. Трохановского к первой стадии кодификации лемковского языка относит также работы Д. Ф. Вислоцкого (Ванё Гунянки), написавшего «Карпаторусскій букварь» (1931) и издававшего в Кливленде газету «Лемко» (1931—1939). О формировании норм в этот период говорит тот факт, что И. Ю. Русенко, носитель говора, который сильно отличался от принятой в печати лемковской языковой формы, перешёл на язык М. А. Трохановского и Д. Ф. Вислоцкого. Также на их язык стало впоследствии ориентироваться послевоенное переселенческое поколение, независимо от их происхождения — из Западной, Центральной или Восточной Лемковины.
В социалистической Польше издание лемковской периодики ограничилось приложением к украинскому журналу «Наше слово». В настоящее время на лемковском издаётся двухнедельный журнал «Бесiда», а также ежегодные выпуски «Лемківскій Річник» и «Річник Руской Бурсы».